# Елиза Макартни
Елиза Макартни (енгл. Eliza McCartney; Окланд, 11. децембар 1996.) је новозеландска атлетичарка која се такмичи у скоку с мотком. Освојила је бронзану медаљу на Олимпијским играма 2016. Она је тренутна рекордерка Океаније са висином од 4.94 метра. 

## Одрастање и образовање
Макартни је рођена у Окланду,  где и данас живи у приморском предграђу Девонпорт. Њен отац Вилијам Макартни се раније такмичио у скоку у вис, док се њена мајка Дона Маршал раније такмичила као гимнастичарка. Елиза има два млађа брата. Похађала је локалну основну школу, а затим средњу школу Белмонт, а касније се преселила у Гимназију Такапуна, где је била исте године као и певачица Лорд; њих двоје су заједно играле нетбол. Макартни је у одрастању највише волела нетбол, а њена висина и агилност давали су јој предност у одбрани. У младости је играла неколико других спортова, укључујући крос кантри трчање, кошарку, тач рагби, сквош, тенис, пливање и ватерполо. На крају је прешла на атлетику, била је успешна скакачица у вис у својим раним тинејџерским годинама пре него што је почела са скоком с мотком 2011. године.
Макартни је студирала физиологију на Универзитету у Окланду. 

## Каријера
Године 2011., са 14 година, Макартни је почела да скаче с мотком. Њен први тренер био је Џереми Мекол. На Светском првенство за млађе јуниоре 2013. завршила је као четврта.
У јулу 2014. Макартни је освојила бронзану медаљу на Светском јуниорском првенству прескочивши 4.45 м. 2015. освојила је сребрну медаљу на Универзијади са прескоченом висином од 4.40 м.
Макартни је 19. децембра 2015. поставила светски јуниорски рекорд од 4.64 м. 23. фебруара 2016. прескочила је 4.71 м. Макартни је  на Светском првенству у дворани у Портланду, у марту 2016. заузела пето место са прескочених 4,70 м.
На Олимпијским играма 2016. у Рио де Жанеиру пресочила је 4,80 м у првом покушају и освојила бронзану медаљу. Са навршених 19 година и 252 дана, Макартни је постала најмлађа освајачица олимпијске медаље у женском скоку с мотком.
24. јуна 2018. у Манхајму, Елиза је поправила је свој лични рекорд на 4,86 м.Неколико минута касније, поново га је побољшала на 4,92 м. Са скоком од 4.92 м је тада била скакачица са четвртом највишом прескоченом висином у историји. 18. јула 2018. на „уличном митингу“ у Јокгриму, у Немачкој, Макартни је прескочила 4,94 м, што је био нови национални рекорд и рекорд Океаније и број 1 скок у свету у 2018. години.
Повреда ахилове тетиве у марту 2021. спречила ју је да се такмичи на Олимпијским играма у Токију. Иста повреда спречила је Макартни да се такмичи на Играма Комонвелта 2022. 
Макартни је освојила сребрну медаљу на Светском првенству у дворани 2024. у Глазгову у Шкотској са резултатом 4,80 м.

## Спонзорски и рекламни рад
У октобру 201. Макартни је постала амбасадор бренда Боровнице НЗ (енгл. Blueberries NZ).  У децембру 2016. Макартни се појавила заједно са неколико других значајних Новозеланђана у видео снимку посвећеном безбедности авиона за Ер Нови Зеланд, под насловом Лето безбедности.  У јуну 2021. Макартни је постала амбасадор Хјундаи електричних возила за Нови Зеланд.

## Међународна такмичења
| Година | Такмичење                          | Место                           | Позиција | Дисциплина  | Резултат     | Белешка |
| ------ | ---------------------------------- | ------------------------------- | -------- | ----------- | ------------ | ------- |
| 2013   | Светско првенство за млађе јуниоре | Доњецк, Украјина                | 4.       | Скок мотком | 4.05 м       |         |
| 2014   | Светско првенство за јуниоре       | Јуџин, САД                      | 3.       | Скок мотком | 4.45 м       |         |
| 2015   | Универзијада                       | Квангџу, Јужна Кореја           | 2.       | Скок мотком | 4.40 м       |         |
| 2016   | Светско првенство у дворани        | Портланд, САД                   | 5.       | Скок мотком | 4.70 м       |         |
| 2016   | Олимпијске игре                    | Рио де Жанеиро, Бразил          | 3.       | Скок мотком | 4.80 м       |         |
| 2017   | Светско првенство                  | Лондон, Уједињено Краљевство    | 9.       | Скок мотком | 4.55 м       |         |
| 2018   | Светско првенство у дворани        | Бирмингем, Уједињено Краљевство | 4.       | Скок мотком | 4.75 м       |         |
| 2018   | Игре Комонвелта                    | Гоулд Коуст, Аустралија         | 2.       | Скок мотком | 4.70 м       |         |
| 2023   | Светско првенство                  | Будимпешта, Мађарска            | –        | Скок мотком | Без пласмана |         |
| 2024   | Светско првенство у дворани        | Глазгов, Уједињено Краљевство   | 2.       | Скок мотком | 4.80 м       |         |
| 2024   | Олимпијске игре                    | Париз, Француска                | 6.       | Скок мотком | 4.70 м       |         |